# Senecio vaginatus
Senecio vaginatus es una especie de planta con flor, endémica de las islas Malvinas, en la familia Asteraceae.
Sus hábitats naturales son monte templado, áreas rocosas, y costas rocosas.
Está amenazado por pérdida de hábitat. Si bien está muy expandida y es común, las subpoblaciones lamentablemente se hallan a baja densidad, y existe pastoreo.

## Taxonomía
Senecio vaginatus fue descrita por Hook & Arn. y publicado en Journal of Botany, being a second series of the Botanical Miscellany 3: 331. 1841.
Etimología
Ver: Senecio